# Leptotes pauloensis
Leptotes pauloensis är en orkidéart som beskrevs av Frederico Carlos Hoehne. Leptotes pauloensis ingår i släktet Leptotes och familjen orkidéer. Inga underarter finns listade i Catalogue of Life.

## Bildgalleri

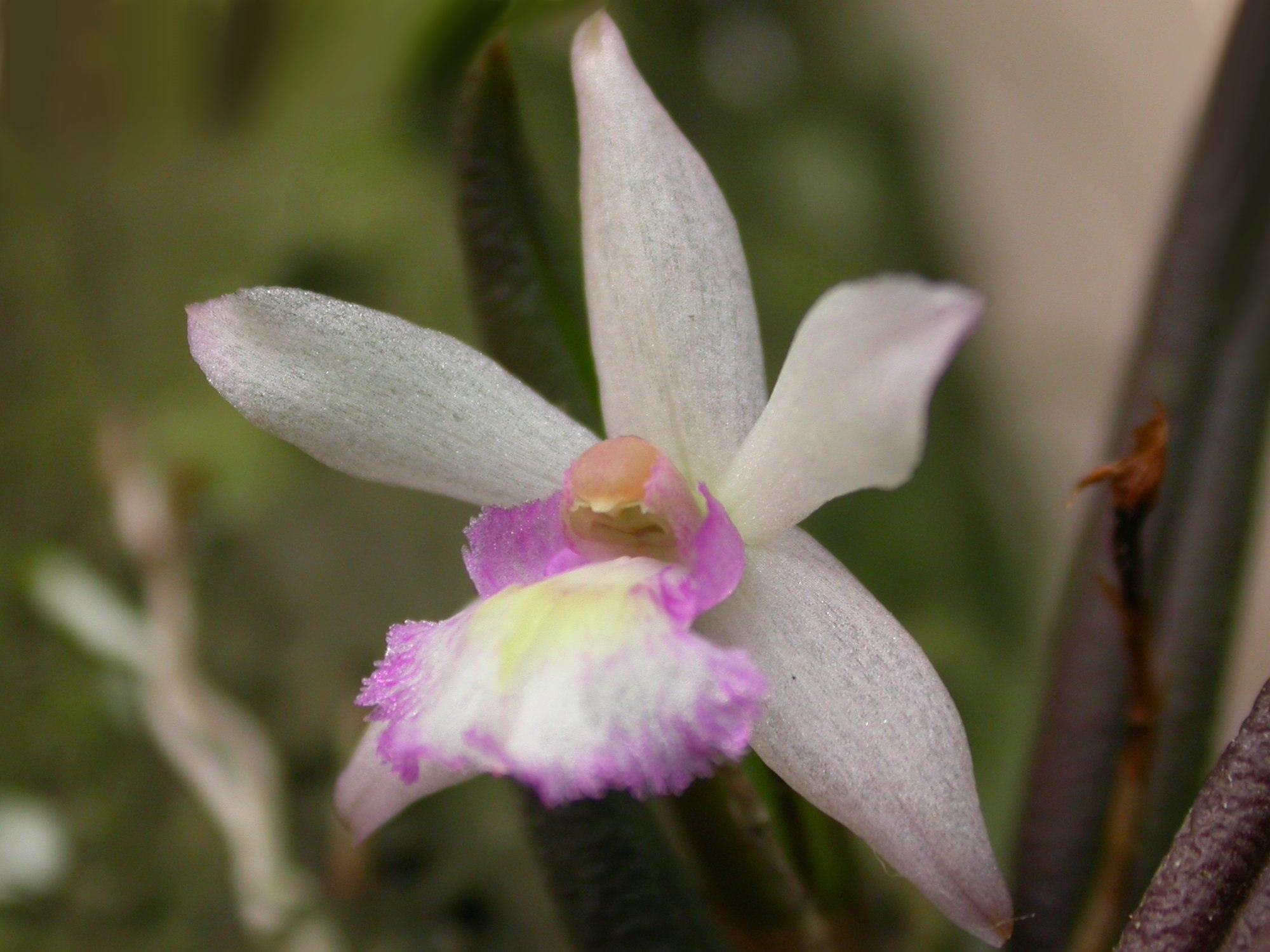
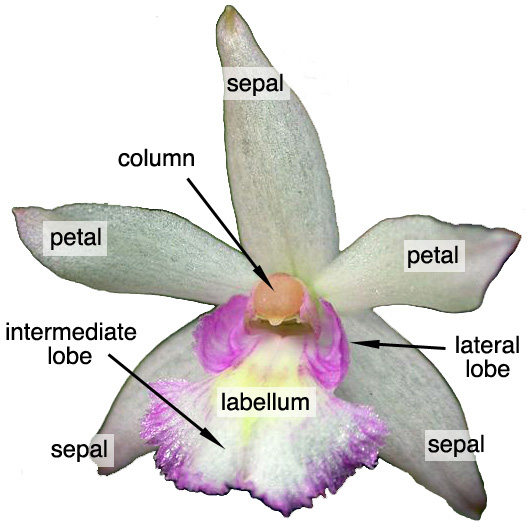